# Гимн Кирибати
Teirake Kaini Kiribati — национальный гимн Кирибати. Автор слов и музыки — Уриум Тамуэра Иотэба (Urium Tamuera Ioteba). Гимн был утвержден в 1979 году.